# Kanton Nouvion
Der Kanton Nouvion war bis 2015 ein französischer Wahlkreis im Arrondissement Abbeville, im Département Somme und in der Region Picardie; sein Hauptort war Nouvion. Der letzte Vertreter im Generalrat des Départements war von 2008 bis 2015 Jean-Claude Buisine (PS). 
Der Kanton Nouvion war 167,60 km² groß und hatte (1999) 7452 Einwohner, was einer Bevölkerungsdichte von 44 Einwohnern pro km² entsprach. Er lag im Mittel 25 m hoch, zwischen 0 m in Noyelles-sur-Mer und 102 m in Gapennes.

## Gemeinden
Der Kanton bestand aus 17 Gemeinden:
| Gemeinde                | Einwohner Jahr | Fläche km² | Bevölkerungsdichte | Code INSEE | Postleitzahl |
| ----------------------- | -------------- | ---------- | ------------------ | ---------- | ------------ |
| Agenvillers             | 198 (2013)     | –          | – Einw./km²        | 80006      | 80150        |
| Buigny-Saint-Maclou     | 512 (2013)     | –          | – Einw./km²        | 80149      | 80132        |
| Canchy                  | 317 (2013)     | –          | – Einw./km²        | 80167      | 80150        |
| Domvast                 | 346 (2013)     | –          | – Einw./km²        | 80250      | 80150        |
| Forest-l’Abbaye         | 294 (2013)     | –          | – Einw./km²        | 80331      | 80150        |
| Forest-Montiers         | 414 (2013)     | –          | – Einw./km²        | 80332      | 80120        |
| Gapennes                | 257 (2013)     | –          | – Einw./km²        | 80374      | 80150        |
| Hautvillers-Ouville     | 593 (2013)     | –          | – Einw./km²        | 80422      | 80132        |
| Lamotte-Buleux          | 343 (2013)     | –          | – Einw./km²        | 80462      | 80150        |
| Millencourt-en-Ponthieu | 370 (2013)     | –          | – Einw./km²        | 80548      | 80135        |
| Neuilly-l’Hôpital       | 320 (2013)     | –          | – Einw./km²        | 80590      | 80132        |
| Nouvion                 | 1.281 (2013)   | –          | – Einw./km²        | 80598      | 80860        |
| Noyelles-sur-Mer        | 753 (2013)     | –          | – Einw./km²        | 80600      | 80860        |
| Ponthoile               | 619 (2013)     | –          | – Einw./km²        | 80633      | 80860        |
| Port-le-Grand           | 281 (2013)     | –          | – Einw./km²        | 80637      | 80132        |
| Sailly-Flibeaucourt     | 1.023 (2013)   | –          | – Einw./km²        | 80692      | 80970        |
| Le Titre                | 385 (2013)     | –          | – Einw./km²        | 80763      | 80132        |